# Rostanga alisae
Rostanga alisae is een slakkensoort uit de familie van de Discodorididae. De wetenschappelijke naam van de soort is voor het eerst geldig gepubliceerd in 2003 door Martynov.